# Hubertus Hess-Grunewald
Hubertus Hess-Grunewald (* 14. Oktober 1960 in Varel) ist ein deutscher Rechtsanwalt, Fußballfunktionär und Politiker (SPD). Er ist Präsident des Sportvereins SV Werder Bremen. Seit Juni 2023 ist er Mitglied der Bremischen Bürgerschaft.

## Biografie

### Ausbildung, Beruf und Familie
Hess-Grunewald studierte von zwischen 1980 und 1985 Rechtswissenschaft an der Georg-August-Universität Göttingen. Nach dem ersten juristischen Staatsexamen war er 1986 und 1987 als wissenschaftliche Hilfskraft am Institut für Arbeitsrecht seiner Alma Mater beschäftigt. Anschließend erhielt er bis 1989 ein Promotionsstipendium der Hans-Böckler-Stiftung. Zwischen 1989 und 1993 absolvierte er sein Rechtsreferendariat in Bremen, ehe er das zweite juristische Staatsexamen ablegte. Noch 1993 wurde er mit der Dissertation Regelungssperre durch Gesetz? Der Gesetzesvorbehalt im § 87 Abs. 1 Eingangssatz Betriebsverfassungsgesetz 1972 promoviert.
1993 wurde Hess-Grunewald als Rechtsanwalt zugelassen und gehörte seitdem einer Anwaltskanzlei in Bremen an, deren Partner er 1997 wurde. Im gleichen Jahr erfolgte die Spezialisierung zum Fachanwalt für Arbeitsrecht. Als Anwalt konzentrierte sich Hess-Grunewald deshalb vor allem auf Arbeits- und Beamtenrecht. Nach seiner Ernennung zum Vereinspräsidenten von Werder Bremen zog sich Hess-Grunewald Anfang 2015 von seiner anwaltlichen Tätigkeit zurück.
Hubertus Hess-Grunewald ist verheiratet.

### Sportfunktionär
Hess-Grunewald wurde im August 1970 Mitglied des SV Werder Bremen und spielte in den Jugendmannschaften Fußball. Später betreute er die Ferienfreizeiten von Werder. Nach seiner Rückkehr nach Bremen im Jahr 1989 schloss er sich auf Vorschlag des damaligen Vereinswirtes Horst Münte der fünften Mannschaft der Alten Herren an.
Zwischen 1993 und 1999 gehörte er dem Vorstand der Fußball-Amateurabteilung des Vereins an und wechselte anschließend in den Aufsichtsrat der Profisportsparte SV Werder Bremen GmbH & Co. KGaA – seit 2005 war er stellvertretender Vorsitzender dieses Gremiums. Ab 2003 wirkte er zudem als Vizepräsident des Gesamtvereins. Am 24. November 2014 wurde er – als Nachfolger von Klaus-Dieter Fischer – von der Mitgliederversammlung bei lediglich zwei Enthaltungen zum neuen Vereinspräsidenten gewählt. Wenige Tage später, am 10. Dezember, wählte ihn das Präsidium in einstimmiger Entscheidung – und abermals in der Nachfolge Fischers – als Vertreter des Vereins in die Profi-Geschäftsführung. Dort obliegt Hess-Grunewald seit dem 1. Januar 2015 die Verantwortung für die Bereiche Leistungszentrum, Fußballschule, Frauenfußball, andere Sportarten und Corporate Social Responsibility. Durch den Wechsel in die Geschäftsführung schied er aus dem Aufsichtsrat aus.

### Politik
Hess-Grunewald ist seit 1982 Mitglied der SPD. Zunächst war er als Juso in der Göttinger Hochschulpolitik aktiv.

Er hat als Quereinsteiger für die SPD Bremen bei der Bürgerschaftswahl am 14. Mai 2023 auf dem vorderen Listenplatz 9 kandidiert.
Er wurde 2023 mit 2220 Personenstimmen zum Mitglied der 21. Bremischen Bürgerschaft gewählt.
Er ist aktuell Sprecher für Justiz und Verfassung der SPD-Fraktion.